# Aysha albovittata
Aysha albovittata là một loài nhện trong họ Anyphaenidae.
Loài này thuộc chi Aysha. Aysha albovittata được Cândido Firmino de Mello-Leitão miêu tả năm 1944.